# Jackie Collins
Jacqueline Jill “Jackie” Collins (Hampstead, 4 de octubre de 1937-Beverly Hills, 19 de septiembre de 2015) fue una novelista británica-estadounidense. Se mudó a Los Ángeles en la década de 1960, mismo año en el que obtuvo la ciudadanía estadounidense. La mayor parte de su carrera la realizó en los Estados Unidos. Escribió 32 novelas, todas aparecieron en The New York Times Best Seller list, considerada como la lista preeminente de los libros más vendidos en los Estados Unidos. En total, de sus libros se han vendido más de 500 millones de copias y han sido traducidos a 40 idiomas. Ocho de sus novelas han sido adaptadas para la pantalla, ya sea para el cine o la televisión en formato de miniserie. Era la hermana menor de la actriz Joan Collins.

## Primeros años
Collins nació en 1937 en Hampstead, Londres, era hija de Elsa Bessant, anglicana y fallecida en 1962; y Joseph William Collins, judío nacido en África del Sur y fallecido en 1988, que trabajaba como agente teatral y cuyos clientes fueron Shirley Bassey, los Beatles y Tom Jones, entre otros. La actriz Joan Collins era su hermana mayor y tenía un hermano menor llamado Bill.
Collins estudió en la Francis Holanda School, una escuela para niñas en Londres, pero fue expulsada de la escuela a los 15 años. con 29 años de edad tuvo un breve romance con Marlon Brando. Hacia 1950 comenzó su carrera como actriz apareciendo en cines comerciales de bajo presupuesto británicos y trabajó como cantante junto a un joven Des O'Connor, entre otros.
Sus padres la enviaron a Los Ángeles a vivir con su hermana mayor, Joan Collins, que ya era una exitosa actriz de Hollywood. Allí, intentó conseguir pequeños papeles en varias series de televisión y películas. Su actuación no fue nada excepcional, y después de apariciones en algunas series de televisión, como Danger Man y The Saint, renunció a tener una carrera como actriz. Se desempeñó brevemente en la serie de televisión Minder en 1980.
Jackie dejó la actuación definitivamente para hacerse novelista. Su primera novela en 1968, The World Is Full of Married Men, se convirtió en un éxito de ventas. Cuatro décadas más tarde, admitió que era una "desertora escolar" y "delincuente juvenil" cuando tenía quince años. Posteriormente dijo que ella "nunca pretendió ser una escritora literaria."

## Carrera
La primera novela de Collins, The World Is Full of Married Men, fue publicada en 1968. La novelista romántica Barbara Cartland la calificó como "desagradable, sucia y repugnante". Fue prohibida en Australia y Sudáfrica, pero el escándalo reforzó las ventas en los Estados Unidos y el Reino Unido. La segunda novela de Collins, The Stud, salió a luz en 1969. También estuvo en las listas de las más vendidas.
La tercera novela de Collins, Sunday Simmons & Charlie Brick (primero publicada en el Reino Unido bajo el título The Hollywood Zoo y luego retitulada en 1984 para el resto del mundo como Sinners) se publicó en 1971 y de nuevo estuvo en las listas de libros más vendidos. Esta fue la primera novela de Collins ambientada en los Estados Unidos. Siguió Lovehead en 1974 (retitulado como The Love Killers en 1989). Esta novela fue la primera incursión de Collins en el mundo de la delincuencia organizada, un género que más tarde llegó a ser de los más exitosos en su carrera. Después de esto, Collins publicó en 1975 The World Is Full of Divorced Women (no relacionada con su primera novela), y luego Lovers & Gamblers en 1977, donde contó la historia de la superestrella de rock Al King.
A finales de 1970 incursionó en la escritura para el cine. Coescribió el guion para la versión cinematográfica de su novela The Stud, protagonizada por su hermana mayor Joan como la adúltera cazafortunas Fontaine Khaled. Después de esto, Collins escribió el guion de la adaptación cinematográfica de su primera novela The World Is Full Of Married Men. También lanzó su séptima novela, The Bitch, una secuela de The Stud, que también fue llevada con éxito al cine, con Joan Collins retomando el papel. Por la misma época, Collins escribió un guion original (no basado en ninguna de sus novelas) para la película Yesterday's Hero (ambas en 1979).
En la década de 1980, Collins y su familia se mudaron a Los Ángeles de manera definitiva, allí continuó escribiendo sobre los "ricos y famosos". Dijo que: "Si quieres tener éxito, hay que estar en el lugar y el momento apropiados. Y Los Ángeles en la década de 1980 lo es."
Su siguiente novela fue Chances, publicada en 1981. Creó el que sería su personaje más conocido, Lucky Santangelo, la "peligrosamente hermosa" hija de un mafioso.
Mientras vivía en las colinas de Sunset Boulevard, escribió su novela de mayor éxito comercial, Hollywood Wives, que fue publicada en 1983 y que entró en la lista de superventas del The New York Times en el primer puesto. Comercializada como una "denuncia escandalosa", la novela vendió más de 15 millones de copias y convirtió a Collins en una celebridad. En 1985, Hollywood Wives se convirtió en una miniserie de televisión, producida por Aaron Spelling y protagonizada por Candice Bergen, Stefanie Powers, Angie Dickinson, Anthony Hopkins, Suzanne Somers y Rod Steiger. Aunque en los créditos aparecía como "consultora creativa", Collins indicó más adelante que ella nunca fue consultada durante la producción y que no estaba de acuerdo con la selección de algunas de las personas del elenco. Posteriormente escribió la secuela de Chances, titulada  Lucky (publicado en 1985), seguido por Hollywood Husbands (1986), y Rock Star (1988).
En 1990, Collins publicó su tercera novela con el personaje Lucky Santangelo, Lady Boss. También en 1990, escribió y coprodujo la miniserie de televisión Lucky Chances, que combinó sus dos primeras novelas con el personaje Lucky Santangelo y que protagonizó Nicollette Sheridan (en el papel principal) y Sandra Bullock. En 1992, Collins se quedó viuda cuando su marido, Oscar Lerman, murió de cáncer. Por esas fechas, escribió y produjo otra miniserie basada en su tercera novela Lady Boss (con Kim Delaney en el papel principal). La racha de éxitos de ventas continuó con American Star (1993), Hollywood Kids (1994) y la cuarta novela con su personaje Santangelo, Vendetta: Lucky's Revenge (1996). En 1998, hizo una incursión en un programa de entrevistas para la televisión con Jackie Collins' Hollywood, pero no tuvo éxito. Una nueva novela fue publicada en 1998, Thrill, y escribió una serie de novelas cortas que se publicaron en un periódico cada seis semanas llamada L.A. Connections, donde creó una nueva heroína, periodista de investigación, llamada Madison Castelli. La quinta novela con el personaje de Lucky Santangelo, Dangerous Kiss, fue publicada en 1999.
La década de 2000 resultó ser la más ocupada de Collins, publicó ocho superventas. En 2000 escribió Lethal Seduction, donde retomó el personaje de Madison Castelli. En 2001 publicó Hollywood Wives: The New Generation, que en 2003 se convirtió en una película para la televisión, protagonizada por Farrah Fawcett, Melissa Gilbert y Robin Givens, en donde Collins trabajó como productora ejecutiva. Una nueva novela con el personaje Madison Castelli, Deadly Embrace, fue a en 2002, y Hollywood Divorces se publicó en 2003. En 2004, Collins fue anfitriona de una serie de especiales de televisión, Jackie Collins Presents, para E! Entertainment Television.
Una nueva novela fue publicada en 2006, Lovers & Players, y en 2007 salió a luz  la sexta novela con el personaje de Lucky Santangelo, Drop Dead Beautiful. La novela Married Lovers, publicada en 2008, se refiere a los affaires de una entrenadora personal llamada Cameron Paradise. A esta le siguió Poor Little Bitch Girl (2009), que surgió de una idea que Collins había trabajado para una serie de televisión sobre herederas que finalmente nunca se hizo.
En 2010 fue realizada la película en DVD Paris Connections, con una adaptación de la serie de mininovelas L.A. Connections, realizada por Amber Entertainment en asociación con la cadena de supermercados Tesco del Reino Unido.
Continuó escribiendo libros con el personaje Lucky Santangelo, incluyendo Drop Dead Beautiful y Goddess of Vengeance. La novela 29 de Collins, titulada The Power Trip, se publicó en febrero de 2013. Confessions of a Wild Child, se publicó en febrero de 2014. También publicó en 2014 un libro de cocina The Lucky Santangelo Cookbook; nombrado así por Lucky Santangelo, la protagonista de siete de sus novelas, que a menudo es retratada preparando elaboradas creaciones gastronómicas para sus íntimos (y que vio a su padre tirar un plato de comida a su madre siendo una niña). La última novela de Collins fue The Santangelos (2015), una conclusión a su serie de novelas Santangelo que había comenzado en 1981.

## Vida privada

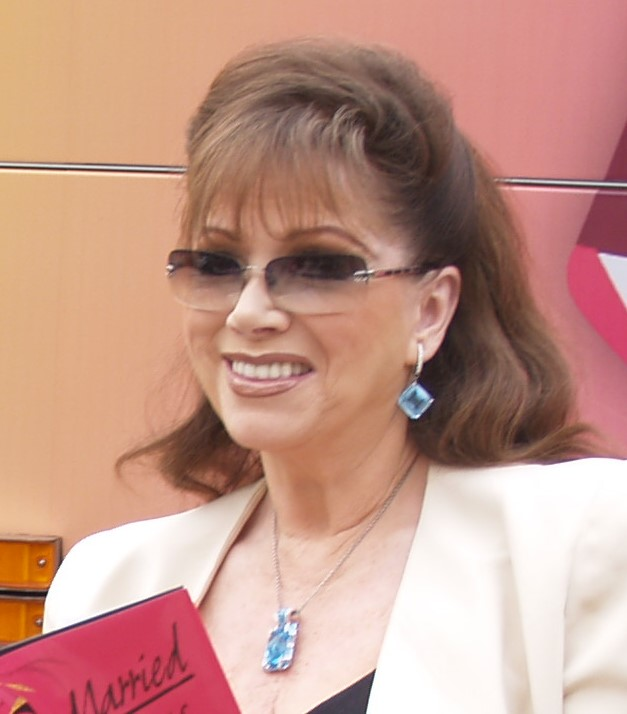
Collins in 2008

Collins tenía doble nacionalidad, era británica por nacimiento y estadounidense por naturalización, el 6 de mayo de 1960.
Se casó con su primer marido, Wallace Austin, en 1960 y se divorciaron en 1964. Tuvieron un hijo, Tracy, nacido en 1961. En 1965, Collins se casó por segunda vez con Oscar Lerman, galerista y propietario de un night club. La boda tuvo lugar en la casa de su hermana Joan y Anthony Newley, que estaban casados en ese momento. Collins y Lerman procrearon dos hijas, Tiffany (nacida en 1967) y Rory (nacida en 1969). Lerman también adoptó formalmente al hijo del matrimonio anterior de Collins, Tracy. Lerman murió en 1992 de cáncer de próstata.
En 1994, Collins se comprometió en Los Ángeles con el ejecutivo de negocios Frank Calcagnini, que murió en 1998 de un tumor cerebral. En 2011 se le preguntó si ella estaba saliendo con alguien, y respondió: "Tengo un hombre para cada ocasión", y agregó:

Cuando yo era una niña, que veía las revistas Playboy de mi padre, quería ver a estos chicos que tenían fantásticos apartamentos y coches. Tengo todo eso ahora. ¿Por qué iba yo a querer engancharme con un hombre cuando he tenido dos hombres fantásticos en mi vida? Uno fue mi marido por más de 20 años y otro mi novio desde hace seis años.

En la lista de los ricos del Sunday Times de 2011, Collins fue catalogada como la quinta autora más rica del Reino Unido, con una fortuna personal estimada de £ 60 millones. Y en 2013 fue nombrada Oficial de la Orden del Imperio Británico (OBE) Birthday Honours por sus servicios a la ficción y la caridad.
A lo largo de su carrera utilizó su vida personal como fuente de inspiración para sus novelas. El escritor de Vanity Fair, Dominick Dunne, dijo que Collins "amaba el negocio de imagen, de la televisión, de la música, y la gente en ellos, las estrellas, celebridades, directores y productores." Y a pesar de que ella asistía a todos los eventos fue "más como observadora que como participante", usándolos como parte de su "investigación". "Escribir sobre lo que uno sabe", dijo Collins en una conferencia. "Me encanta lo que hago. Me enamoro de mis personajes. Se convierten en mí, y yo en ellos."

## Fallecimiento
Collins murió el 19 de septiembre de 2015, de cáncer de mama, dos semanas antes de cumplir 78 años. Había sido diagnosticada con cáncer de mama más de seis años antes de su muerte, pero mantuvo su enfermedad en secreto. Le informó a su hermana de su enfermedad solo dos semanas antes de morir. Voló desde Los Ángeles a Londres para aparecer en el show Loose Women de ITV, nueve días antes de su muerte.

## Obras
- The World Is Full of Married Men (1968)
- The Stud (1969)
- Sunday Simmons & Charlie Brick (retitulada Sinners) (1971)
- Lovehead (retitulada  The Love Killers) (1974)
- The World Is Full of Divorced Women (1975)
- Lovers and Gamblers (1977)
- The Bitch (1979)
- Rock Star (1988)
- American Star (1993)
- Thrill! (1998)
- Lovers & Players (2006)
- Married Lovers (2008)
- Poor Little Bitch Girl (2009) (aunque uno de los personajes principales de la novela se origina de las novelas de Lucky Santangelo, y el personaje principal de la serie, Lucky, hace una breve aparición,  Poor Little Bitch Girl  no se considera parte de la serie.)
- The Power Trip (2012)

Series de Hollywood
- Hollywood Wives (1983)
- Hollywood Husbands (1986)
- Hollywood Kids (1994)
- Hollywood Wives: The New Generation (2001)
- Hollywood Divorces (2003)

Novelas Santangelo
- Chances (1981)
- Lucky (1985)
- Lady Boss (1990)
- Vendetta: Lucky's Revenge (1996)
- Dangerous Kiss (1999)
- Drop Dead Beautiful (2007)
- Goddess of Vengeance (2011)
- Confessions of a Wild Child (2013)
- The Santangelos (2015)

Series Madison Castelli
- L. A. Connections (novela por entregas):
  - Power (1998)
  - Obsession (1998)
  - Murder (1998)
  - Revenge (1998)
- Lethal Seduction (2000)
- Deadly Embrace (2002)

Otras
- The Lucky Santangelo Cookbook (2014)